# Manoir d'Ango

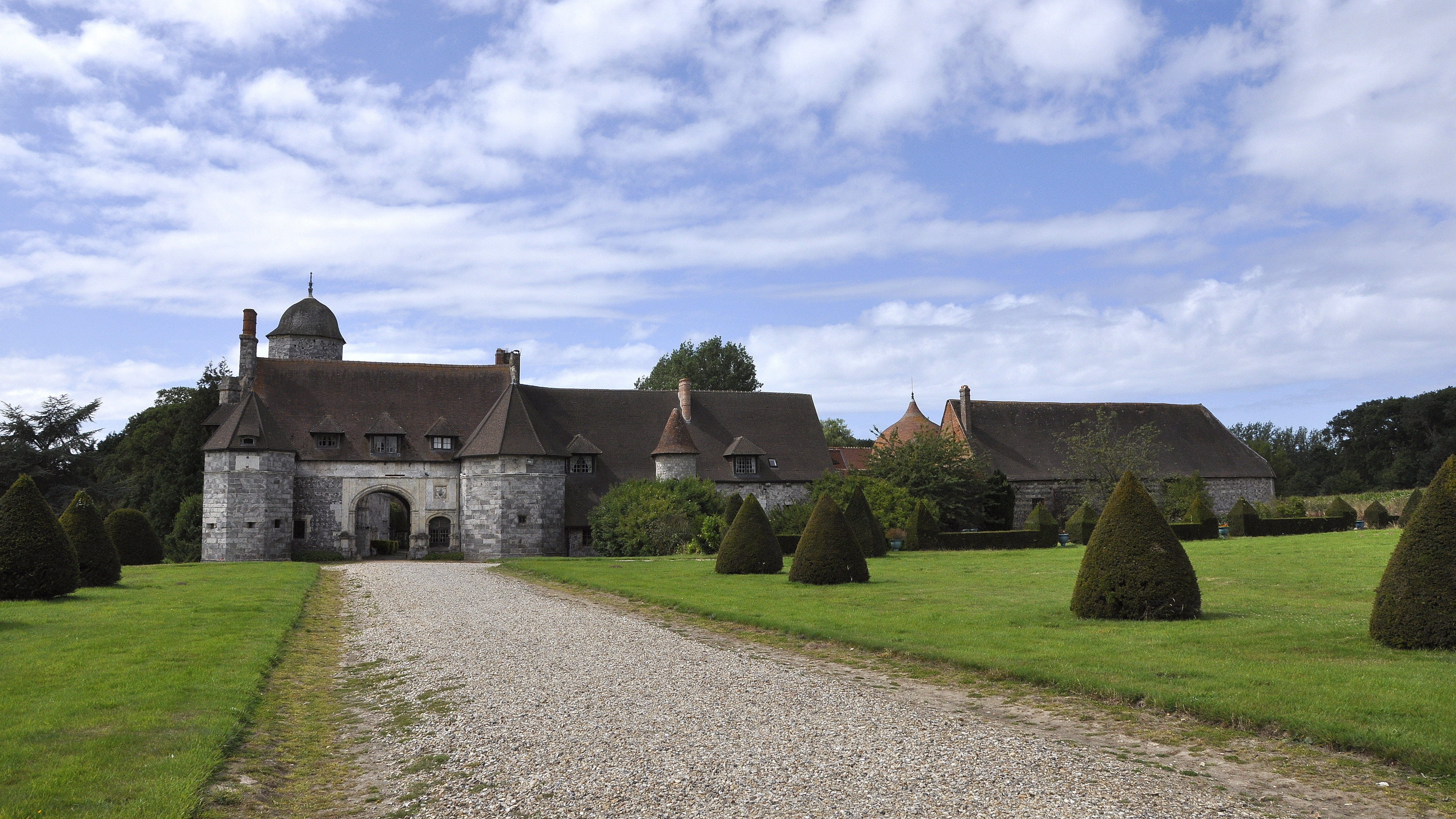
De Manoir d'Ango

De manoir d'Ango (Nederlands: landhuis van Ango) is het voormalig zomerpaleis van Jehan Ango in de Franse plaats Varengeville-sur-Mer, 8 km ten westen van Dieppe. Het wordt beschreven als de mooiste residentie van Normandië met de mooiste duiventoren van Frankrijk.
Jehan Ango (1480-1551) was een rijke reder die deze zomerresidentie in renaissancestijl tussen 1530 en 1544 liet optrekken. Hij kocht hiervoor een 5 000 hectare groot domein aan in Varengeville. Hij liet zich inspireren door renaissancegebouwen in Italië, een land dat hij kende via een aantal van zijn Italiaanse scheepskapiteins en zijn handel met dat land. Hij vermengde die stijl met lokale invloeden door het gebruik van bouwmaterialen uit Normandië: vuursteen van de krijtrotsen, zandsteen en baksteen, gemetseld in de vorm van mozaïeken. De vensterramen zijn gemaakt van stenen uit de oevers van de Seine.

## De oostelijke vleugel
De manoir d'Ango werd opgetrokken op de ruïnes van een kasteel waarvan twee torens bewaard bleven. Ze flankeren de hoofdingang aan de oostzijde en geven dit gedeelte een middeleeuws uiterlijk. Het venster rechts van de ingang is de plaats waar zich vroeger de deur van het kasteel bevond. De toren rechts deed dienst als kapel.
Boven de ingang, die deel uitmaakt van deze vleugel, ziet men een medaillon waarop koning Frans I van Frankrijk is afgebeeld (beschadigd), samen met zijn echtgenote Eleonora van Oostenrijk, de zuster van keizer Karel V. Het is omgeven door medaillons waarvan een Jehan Ango en zijn echtgenote Anne de Guillebert toont. De vensters in witte kalksteen in deze vleugel zijn typisch voor de renaissance. Verder is in dit gedeelte de keuken te vinden. In de nissen naast de schoorsteen in de keuken stonden wachters die van daar uitzicht hadden op de dreef naar de ingang van het domein. In het andere gebouw aan de oostzijde, tegenover de duiventoren, was er vroeger plaats voor de jachthonden.

## De zuidelijke vleugel
Deze vleugel is 50 m lang en 18 m hoog. Aan de basis zijn de muren 2 m dik. Het monumentale effect wordt versterkt door horizontale lagen van vuursteen en zandsteen. De loggia, die toen in de mode was in Italië, was de plek waar de bezoekers werden ontvangen. Een trap, met een dubbele balustrade die in de 19e eeuw werd afgebroken, gaf aan de loggia nog meer uitstraling. Hier ontving Jehan Ango koning Frans I in 1534. De bogen zijn omkaderd met medaillons van Aeolus, de god van de wind, Ops, de godin van de overvloed, Frans I en zijn vrouw Claudia samen met de Medici's; de doge van Venetië en paus Julius II. Boven de loggia bevond zich een grote ruimte die gebruikt werd als ontvangstzaal. Op het gelijkvloers zijn er aan de binnenzijde van deze westelijke vleugel drie kleine deuren die in Firenze werden vervaardigd en hier geplaatst in een tapijt van vuursteen en zandsteen. Daarnaast bemerkt men ramen in de vorm van patrijspoorten die uitgeven op de toenmalige badruimte.
Aan de achterzijde is de gevel blind, met uitzondering van de bovenverdieping met de ontvangstzaal, voorzien van grote renaissancevensters. De dames konden zo de jacht volgen.

## De duiventoren
Deze duiventoren, opgetrokken in 1532, was in die tijd de grootste in Frankrijk. Hij is 11 meter hoog en heeft een omtrek van 22 m. Door zijn omvang is hier plaats voor 1600 koten met in ieder kot een duivenpaar. Het houden van duiven was een recht uit de middeleeuwen en gaf een indicatie van de rijkdom van Jehan Ango. Dit recht werd onmiddellijk afgeschaft na de Franse Revolutie omwille van de schade aan de oogst. De vorm van het dak wijst op Byzantijnse invloeden. In die tijd bestond er een alliantie tussen Frankrijk en het Ottomaanse Rijk. De marqueterie van de ronde constructie is opvallend. De uitstekende richel op halve hoogte moest knaagdieren beletten om de eieren van de duiven te roven.

## De noordelijke vleugel
Een schuur en een stal vonden tot 1976 onderdak in deze oude vleugel. Later bouwde men hem om tot ontvangstzaal die men kan huren en die ruimte biedt aan 330 personen.

## Van toen en nu
Toen Jehan Ango in 1551 overleed ging de eigendom over naar zijn petekind Jacques de Banquemare. Tijdens de Franse Revolutie werd manoir d'Ango in brand gestoken, verkocht als nationaal goed en omgevormd tot boerderij. In de 19e eeuw werd veel waardevols geroofd, de trap naar de loggia afgebroken en medaillons beschadigd. In 1862 volgt de klassering tot monument historique, samen met het Louvre, de Notre-Dame van Parijs, het Kasteel van Versailles, het Kasteel van Chambord en het Kasteel van Chenonceaux.
In 1928 verwierf de familie Hugot-Gratry het landhuis. Zij gaven de impuls om dit monument te restaureren. Die vatte in 2007 aan en na twee jaar sluiting stelde men manoir d'Ango open voor bezoekers.

## Galerij

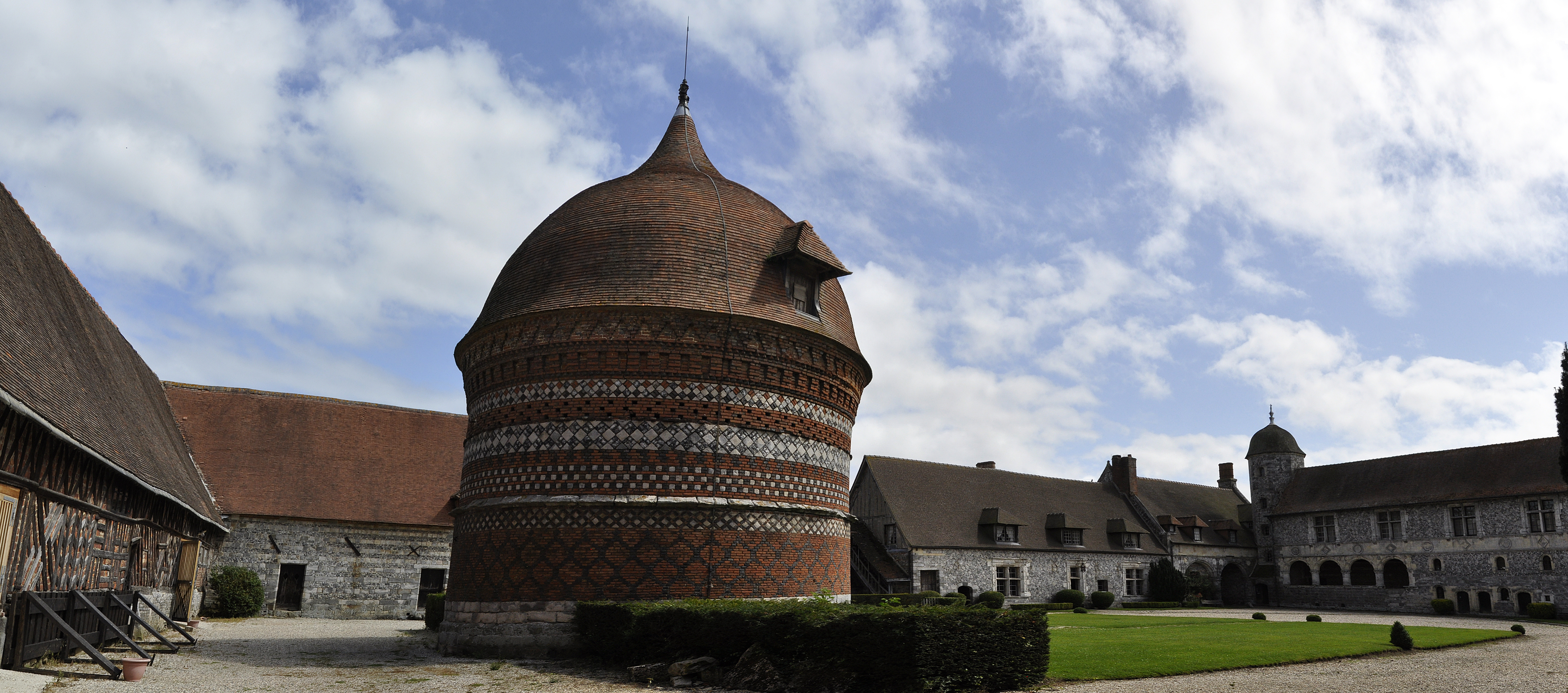
De binnenplaats met de duiventoren met rechts de loggia
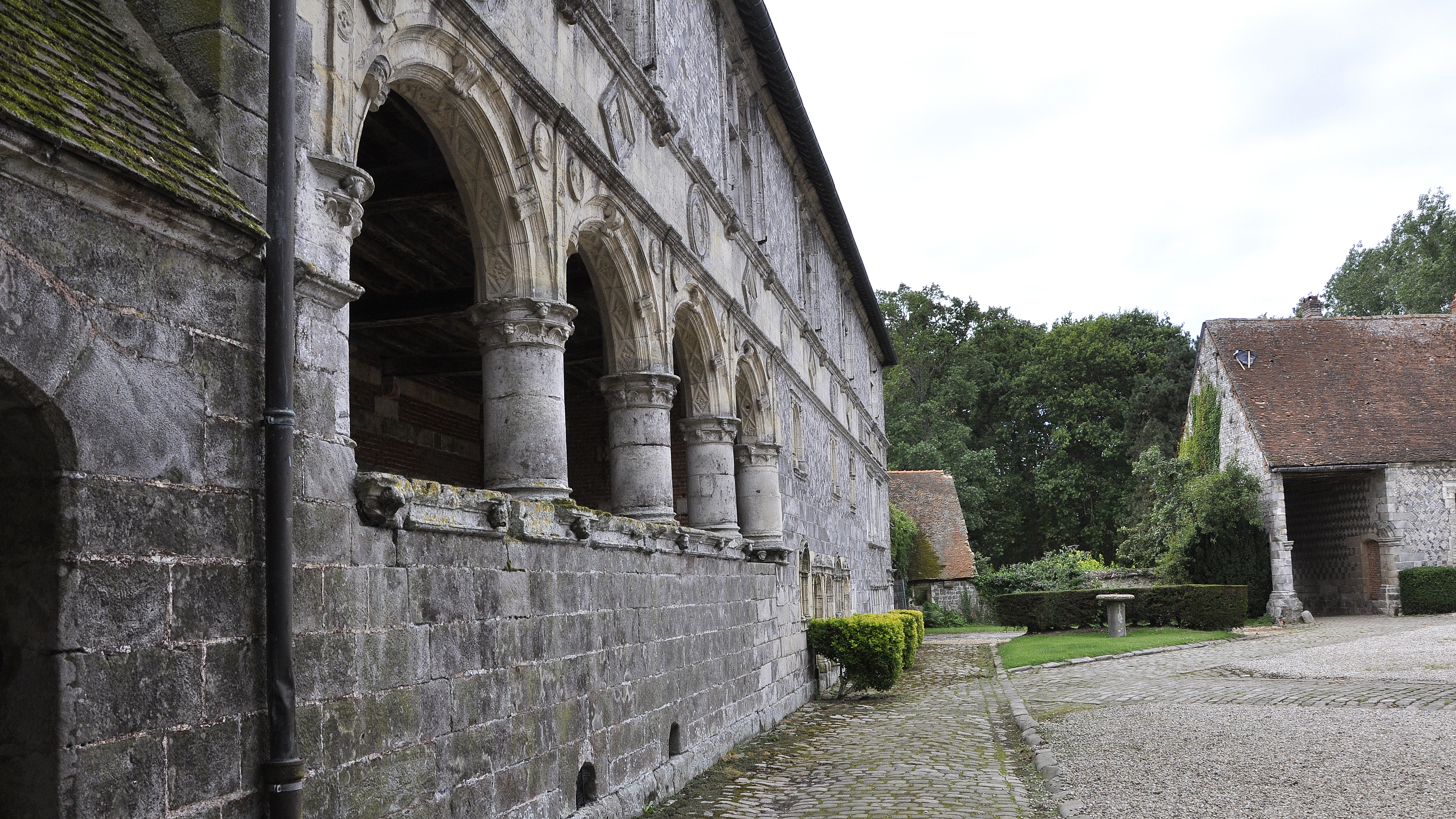
De loggia en de drie kleine deuren uit Firenze
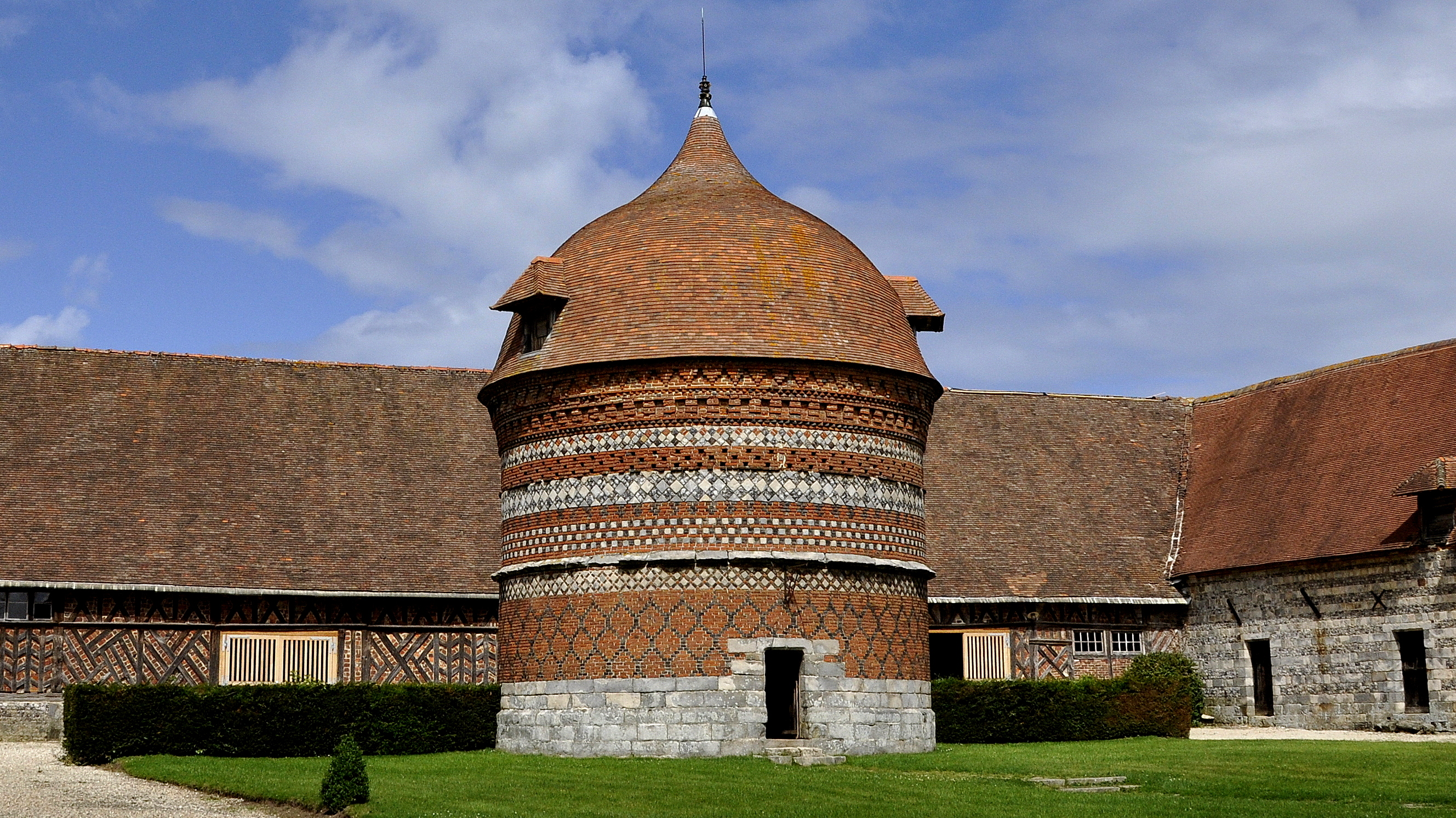
De duiventoren
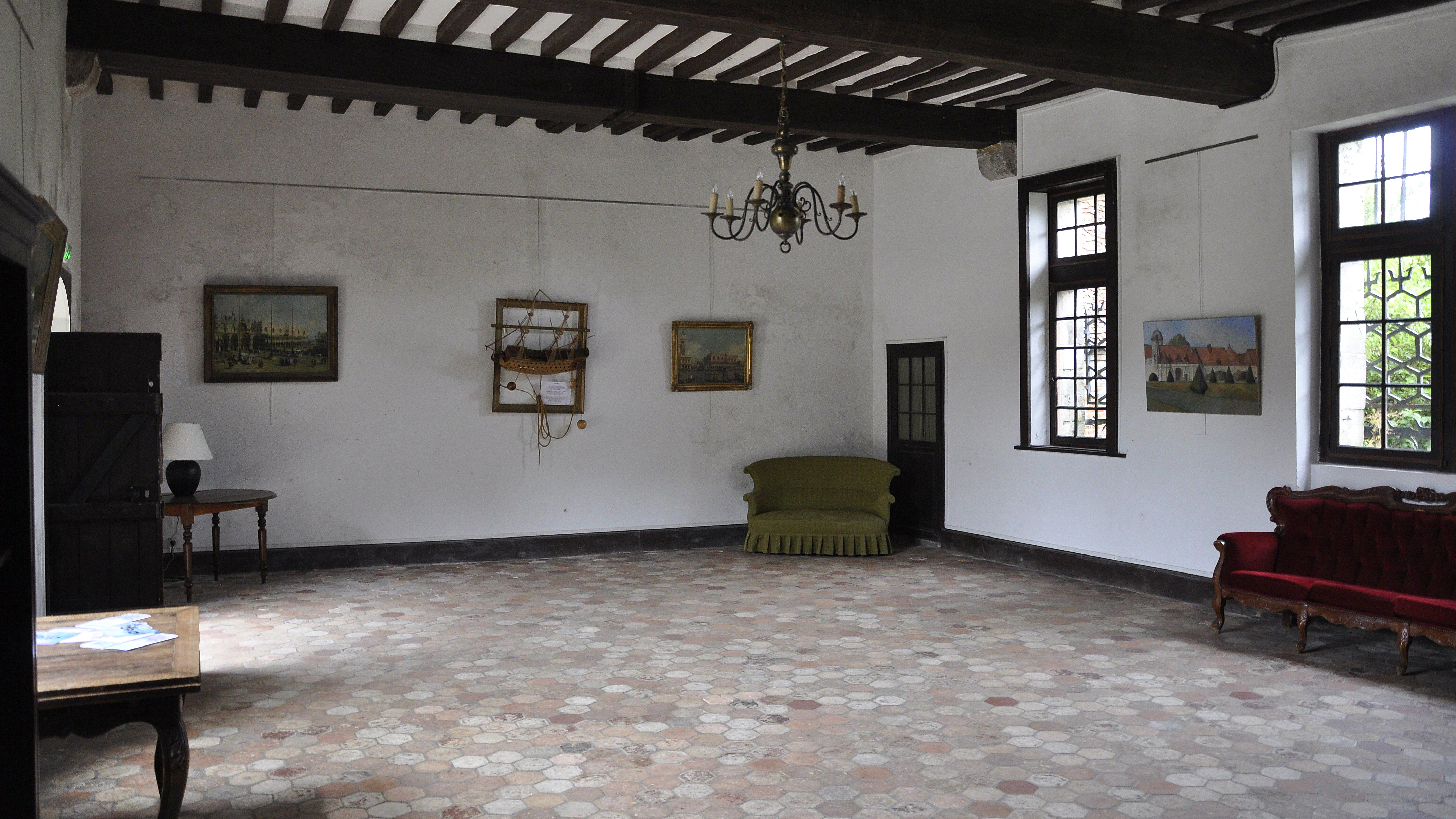
Interieur van de oostelijke vleugel